# Gunnar Lindgren (jazzmusiker)
Gunnar Lindgren, född den 21 december 1941, är en svensk jazzsaxofonist och tidigt engagerad i den legendariska jazzklubben Jazz Artdur, som skapades 1967 av Björn Rabe, Björn Stern och Ragnhild Stern. Senare byttes namnet till Nefertiti.

## Biografi
På 1960-talet grundade Lindgren sin grupp In the Opposite Corner. Namnet förkortades till Opposite Corner när man 1971 medverkade i radions Club Jazz, som även dokumenterades på LP. När Opposite Corner röstades fram att spela in 1976 års Jazz i Sverigeskiva (Caprice) hade dock Bobo Stenson lämnat bandet och ersatts av Åke Johansson. De övriga i den upplagan av Opposite Corner var trumpetaren Gunnar Fors, basisten Lars-Urban Helje och trumslagaren Mats Hellberg.
I Four for Coltrane återförenades samtidigt Gunnar Lindgren och pianisten Bobo Stenson. Redan i slutet av 1960-talet spelade de två tillsammans, vilket kan höras på ett spår på senaste volymen av skivantologin Svensk Jazzhistoria (Caprice), där de två bjuder på ”Musikaliska fantasier”.
Det kanske mest intressanta är Lindgrens möten med en rad av de stora musikerna, som Miles Davis, Jimi Hendrix, Keith Jarrett, John Coltrane, Bill Evans, Dexter Gordon, Stan Getz och många fler.
Parallellt med sitt musicerande har Gunnar Lindgren varit en engagerad jazzpedagog, och uppmärksammades för detta 2006 med Göran Lagervalls Musikpris.
Gunnar Lindgren har också undervisat i jazz, blues och rockhistoria vid Musikhögskolan i Göteborg, där Lindgrenssalen uppkallats efter honom som ett erkännande för hans betydelse för musikutbildningen i Göteborg. 

### Kost, hälsa och miljö
Lindgren är även föredragshållare och debattör i kost-, hälso- och miljöfrågor, och har blivit uppmärksammad för att under många år påtala tveksamma moment och tillsatser vid margarintillverkning. År 1993 gav han ut boken Arvet  som handlar om hur miljögifter och livsmedelstillsatser kan påverka både nuvarande och kommande generationer negativt. Han har under många år sänt ut nyhetsbrev om miljöfrågor där det även finns plats för framtidsfrågor och kultur. För sina insatser inom miljömedicin tilldelades han 2001 Cancer- och Allergifondens Miljömedicinska pris.

## Utmärkelser
- Lindgrenssalen i Musikhögskolan vid Göteborgs universitet är uppkallad efter Lindgren, och har följande text på en skylt utanför salen:

| ” | Gunnar Lindgren (f 1941) är civilingenjör, jazzmusiker och miljödebattör med rik produktion inom de båda senare fälten. Som jazzmusiker och saxofonist har Lindgren arbetat både som konserterande musiker, med bl a gruppen Opposite Corner, och som lektor i improvisation har han varit utbildningsledare för improvisationsutbildningen vid dåvarande Sämus-utbildningen, senare Musikhögskolan vid Göteborgs universitet. Han har också gjort betydande insatser för jazzlivet i Göteborg genom sitt arbete med bland annat grundandet av jazzklubben Jazz Artdur, idag Nefertiti. | „ |

- 2006 – tilldelad Göran Lagervalls Musikpris på 25 000 kronor av Kungl. Musikaliska Akademiens med följande motivering:

| ” | Jazzmusikern och universitetslektorn Gunnar Lindgren har under tre decennier verkat för jazzens och den improviserade musikens plats i högre musikutbildning. Med sitt engagemang, sin konstnärliga erfarenhet och sina rika kunskaper har han inspirerat flera generationer jazzmusiker. Färgstarkt har han förmedlat egna erfarenheter av jazzens största musiker och gränslöst har han placerat jazzen mitt i aktuella frågor som miljö, kulturhistoria och världsekonom | „ |

## Diskografi
- 1971 — Opposite Corner, Compilation:Club Jazz - 5, Vinyl LP, SR Records RELP
- 1976 — Opposite Corner - Jazz i Sverige '76, Vinyl LP Caprice Records CAP 1117
- 1982 — Opposite Corner – Low-High, Vinyl LP Caprice Records – CAP 1267
- 1984 — Opposite Corner - Back From Where We Came,Vinyl LP Dragon Records – DRLP 70